# Luis Cardozo
Luis Carlos Cardozo Espillaga (Yaguaron, Paraguay, 10 de octubre de 1988) es un futbolista paraguayo que juega de defensa central. Su equipo actual es el Libertad de la Primera División de Paraguay.

## Selección nacional
Ha sido internacional con la Selección de fútbol de Paraguay en 7 ocasiones sin anotar goles, todas por amistosos.

## Clubes
- Actualizado al 26 de mayo de 2021

| Club             | País     | Año             | PJ  | Goles |
| ---------------- | -------- | --------------- | --- | ----- |
| Cerro Porteño    | Paraguay | 2006 - 2014     | 195 | 9     |
| Monarcas Morelia | México   | 2014 - 2015     | 22  | 0     |
| Libertad         | Paraguay | 2015 - Presente | 79  | 0     |

## Palmarés

### Campeonatos nacionales
| Título             | Club             | País     | Año  |
| ------------------ | ---------------- | -------- | ---- |
| Torneo Apertura    | Cerro Porteño    | Paraguay | 2009 |
| Torneo Apertura    | Cerro Porteño    | Paraguay | 2012 |
| Torneo Clausura    | Cerro Porteño    | Paraguay | 2013 |
| SuperCopa MX       | Monarcas Morelia | México   | 2014 |
| Torneo Apertura    | Libertad         | Paraguay | 2016 |
| Torneo Apertura    | Libertad         | Paraguay | 2017 |
| Copa Paraguay      | Libertad         | Paraguay | 2019 |
| Torneo Apertura    | Libertad         | Paraguay | 2021 |
| Torneo Apertura    | Libertad         | Paraguay | 2022 |
| Torneo Apertura    | Libertad         | Paraguay | 2023 |
| Torneo Clausura    | Libertad         | Paraguay | 2023 |
| Copa Paraguay      | Libertad         | Paraguay | 2023 |
| Supercopa Paraguay | Libertad         | Paraguay | 2023 |
| Torneo Apertura    | Libertad         | Paraguay | 2024 |
| Copa Paraguay      | Libertad         | Paraguay | 2024 |